# Øster Han Herred
Øster Han Herred var en del af det tidligere Hjørring Amt og det senere Nordjyllands Amt.
Øster Han Herred var en del af det oprindelige Han Herred, som hørte undet Thy Syssel. Han Herred dannede i den senere middelalder et selvstændigt len. I 1660 (eller 1662) kom herredet under Åstrup, Sejlstrup, Børglum Amt, og først ved omlægningen 1793 blev det delt i en østre og vestre del, hvor grænsen mellem Øster- og Vester Han Herred kom til at udgøre grænsen mellem Thisted Amt og Hjørring Amt, som Øster Han Herred kom under .
I Øster Han Herred ligger følgende sogne:
- Aggersborg Sogn – Løgstør Kommune
- Bejstrup Sogn – Fjerritslev Kommune
- Brovst Sogn – Brovst Kommune
- Haverslev Sogn – Fjerritslev Kommune
- Lerup Sogn – Brovst Kommune
- Skræm Sogn – Fjerritslev Kommune
- Torslev Sogn – Brovst Kommune
- Tranum Sogn – Brovst Kommune
- Øland Sogn – Brovst Kommune
- Øster Svenstrup Sogn – Brovst Kommune